# Chironomus polonicus
Chironomus polonicus is een muggensoort uit de familie van de dansmuggen (Chironomidae). De wetenschappelijke naam van de soort is voor het eerst geldig gepubliceerd in 2013 door Michailova, Kownacki & Langton.